# Aenictus koloi
Aenictus koloi (лат.) — вид муравьёв-кочевников, принадлежащий к роду Aenictus. Назван в честь профессора Dr. Yeo Kolo, внесшего вклад в изучение тропической мирмекофауны.

## Распространение
Западная Африка.

## Описание
Длина рабочих около 4 мм. Основная окраска коричневая (брюшко светлее, желтовато-коричневого цвета). Тело покрыто длинными отстоящими волосками. Все тело, включая скапус, жгутик и ноги от шагреневого до сетчатого, глубже и грубее на проподеуме, петиоле и постпетиоле. Брюшко гладкое. Метабиальная железа желтоватая, заметная. Длина головы рабочих (HL) 0,63—0,72 мм; ширина головы (HW) — 0,53—0,59 мм; длина скапуса усика (SL) — 0,45—0,51 мм; индекс скапуса — около 86. Скапус усика короткий, не достигает задний край головы, едва заходят за середину головы в отведенном назад положении. Стебелёк между грудкой и брюшком у рабочих состоит из двух члеников. Проподеальное дыхальце расположено в верхней боковой части заднегруди. Голени с двумя шпорами. Жало развито. Вид был впервые описан в 2022 году испанским мирмекологом Кико Гомесом (Kiko Gómez, Барселона, Испания) по материалу рабочих особей из Африки. Включён в состав видовой группы Aenictus koloi (виды этой группы легко идентифицируются благодаря сетчатой голове и прямоугольным бёдрам при виде спереди, в то время как другие афротропические виды имеют гладкую голову и вздутые бёдра в дистальной половине), где близок к виду Aenictus xegi, отличаясь явно более мелким размером (HW<0,60 против HW>0,68), имеет менее развитую ретикуляцию, а субпетиолярный отросток небольшой.